# Gare de Montbrun
 (août 2022).
Si vous disposez d'ouvrages ou d'articles de référence ou si vous connaissez des sites web de qualité traitant du thème abordé ici, merci de compléter l'article en donnant les références utiles à sa vérifiabilité et en les liant à la section « Notes et références ».
La gare de Montbrun est une gare ferroviaire française fermée de la ligne de Cahors à Capdenac, située sur le territoire de la commune de Montbrun, dans le département du Lot, en région Occitanie.
Elle est mise en service en 1886 par la Compagnie du chemin de fer de Paris à Orléans, et est fermée aux voyageurs en 1980.

## Situation ferroviaire
Établie à 157 mètres d'altitude, la gare de Montbrun est située au point kilométrique (PK) 705,345 de la ligne de Cahors à Capdenac, entre les gares également fermées de Cajarc et de Toirac. Elle est suivie par le tunnel de Montbrun, long de 533 mètres.
La ligne, en mauvais état, n'a plus de circulations.

## Service des voyageurs
Gare fermée située sur une section de ligne déclassée.
La ligne d'autocar no 889 a remplacé le train.

## Patrimoine ferroviaire
L'ancien bâtiment voyageurs est devenu une habitation privée.